# Danish Siddiqui
Danish Siddiqui (19. května 1980 nebo 1983– 16. července 2021) byl indický fotoreportér se sídlem v Bombaji. Jako člen fotografického týmu agentury Reuters získal Pulitzerovu cenu.

## Vzdělání
Danish vystudoval ekonomii na Jamia Millia Islamia v Dillí. V roce 2007 pokračoval v oboru hromadné komunikace v Centru výzkumu hromadné komunikace AJK v Jamii.

## Kariéra
Siddiqui zahájil svou kariéru jako televizní zpravodaj. V roce 2010 přestoupil na fotožurnalistiku a nastoupil na stáž do mezinárodní tiskové agentury Reuters. Siddiqui od té doby mimo jiné dokumentoval události v jižní Asii bitvu u Mosulu (2016–17), zemětřesení v Nepálu v dubnu 2015, uprchlickou krizi vyplývající z genocidy Rohingů, protesty v Hongkongu v letech 2019–2020, nepokoje v Dillí v roce 2020 a pandemii covidu-19 na Středním východu a v Evropě. V roce 2018 se stal prvním Indem po boku kolegy Adnana Abidiho, který získal Pulitzerovu cenu za fotografii jako člen fotografického personálu agentury Reuters za dokumentaci uprchlické krize Rohingyů. Fotografie, kterou pořídil během nepokojů v Dillí v roce 2020, byla agenturou Reuters uvedena jako jedna z rozhodujících fotografií roku 2020. Působil jako šéf týmu Reuters Pictures v Indii.

## Smrt
Byl zabit při fotografické dokumentaci bojů mezi afghánskými jednotkami a Talibanem ve Spin Buldaku v Kandaháru dne 16. července 2021.

## Ocenění
Danish Siddiqui v roce 2022 získal posmrtně Pulitzerovu cenu za fotografii a o cenu se rozdělil s fotoreportéry Reuters Adnanem Abidim, Sannou Irshad Mattoo a Amitem Davem.